# Anne Noa
Anne Mette Nordlund Skovby (født i Horsens) er en dansk sangerinde, der er kendt under kunstnernavnet Anne Noa.
Hun stillede op til Dansk Melodi Grand Prix 2011 med sangen "Sleepless", der er skrevet af John Gordon, Peter Bjørnskov og Lene Dissing, hvor hun kom på andenpladsen.